# Ulf Ericsson
Ulf Ericsson – szwedzki żużlowiec. 
Największy sukces w karierze odniósł w 1956 w Oslo, zajmując IV miejsce w finale europejskim i zdobywając awans do finału indywidualnych mistrzostw świata na żużlu w Londynie, w którym zajął XV miejsce. W latach 1955–1959 trzykrotnie uczestniczył w finałach indywidualnych mistrzostw Szwecji (najlepsze wyniki: Sztokholm 1955 i Göteborg 1959 – VI miejsca). W 1954 zdobył brązowy medal mistrzostw Szwecji par klubowych. 
W lidze szwedzkiej startował w barwach klubów Vargarna Norrköping (1953–1954) oraz Monarkerna Sztokholm (1955–1959, 1961). Siedmiokrotny medalista drużynowych mistrzostw Szwecji: czterokrotnie złoty (1953, 1954, 1955, 1956), srebrny (1958) oraz dwukrotnie brązowy (1957, 1959).